# Takifugu
Takifugu là một chi cá trong họ cá nóc (Tetraodontidae), chúng còn được biết đến với tên gọi là Cá nóc Nhật Bản (hay còn gọi là Fugu: (河豚?, tức là lợn sông) các loài trong chi này gồm 25 loài và được giới sành ăn coi là sơn hào hải vị nhưng cũng là thực phẩm tiềm ẩn sự độc hại có thể gây tử vong nếu không chế biến cẩn trọng. Hàng năm ở Nhật Bản, nhiều người phải nhập viện vì ăn cá nóc, thỉnh thoảng hậu quả rất nghiêm trọng. 

## Khai thác
Tỉnh Yamaguchi, đặc biệt là thành phố Shimonoseki thuộc đảo Honshu, nổi tiếng vì cá fugu mà dân trên đảo gọi là cá huku theo cổ ngữ. Nhiều người ăn vì cảm giác ngưa ngứa, kích thích mà thịt cá nóc để lại trên lưỡi, vốn do chất độc thần kinh có trong người loại cá này gây ra, là một phần trong sự quyến rũ mà món ăn này mang tới. Họ đánh giá cao cá nóc, không quan tâm tới thực tế rằng chất độc tetrodotoxin của chúng, ngoài việc gây ngứa, làm tê liệt cảm giác, còn có thể dẫn tới việc liệt cơ và gây nên các vấn đề về hệ thống hô hấp. 

## Cảnh báo
Việc ăn cá nóc có thể khiến một người thiệt mạng trong vòng từ 4-6 tiếng đồng hồ và nạn nhân dù bị tê liệt hoàn toàn, vẫn có thể tỉnh táo và thậm chí nhận thức rất rõ, chỉ một thời gian ngắn trước khi chết. Lượng độc tố có trong gan, buồng trứng, trứng và thận cá nóc có thể gây tử vong 5 người đàn ông khỏe mạnh cùng một lúc. Chất độc Tetrodotoxin của cá nóc chỉ cần lượng 1 miligram cũng đủ khiến người ăn phải thiệt mạng trong vòng 4-6 tiếng.